# Frauenwahlrecht in Europa

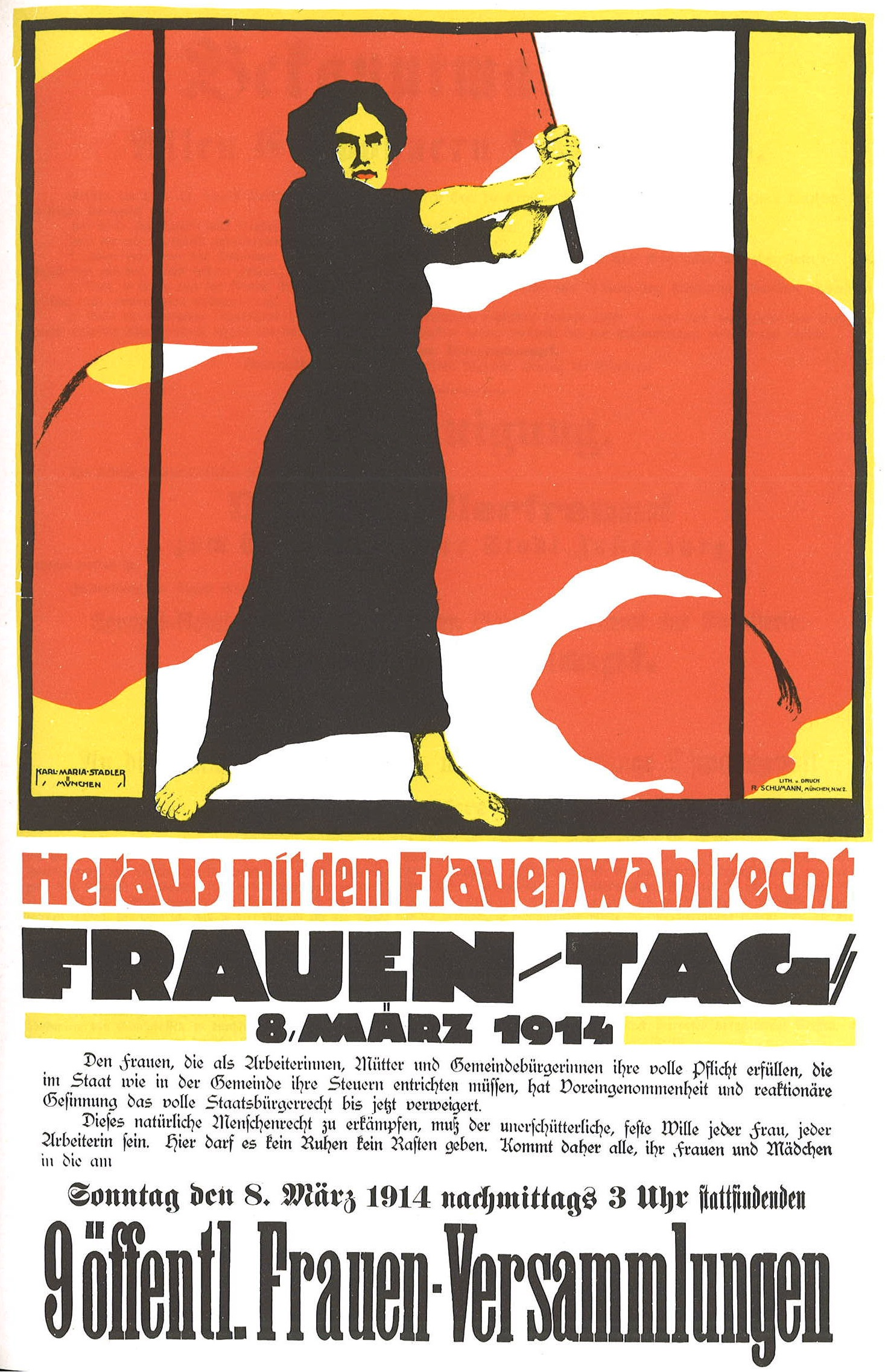
Plakat der Frauenbewegung zum Frauentag 8. März 1914:
„Heraus mit dem Frauenwahlrecht“

Der Durchsetzung des Frauenwahlrechts in Europa ging seit dem 18. Jahrhundert ein langer Kampf der Frauenbewegung voraus:
Die Frauen in den jeweiligen Ländern wollten und sollten das Recht bekommen, an politischen Abstimmungen aktiv wie passiv teilzunehmen, also selbst wählen wie auch gewählt werden zu können.
In der Schweiz, wurde im Kanton Appenzell das Frauenstimmrecht 1990 auf dem Rechtsweg eingeführt, da es an den Wahlen (Landsgemeinde) abgelegt wurde. Somit ist das korrekt Jahr der Schweiz 1990.

## Geschichte
Als erste „moderne“ Kämpferin für das Frauenwahlrecht gilt Olympe de Gouges. Sie verfasste im Laufe der Französischen Revolution unter anderem die Erklärung der Rechte der Frau und Bürgerin (veröffentlicht September 1791), wurde zur Zeit der Terrorherrschaft im Sommer 1793 verhaftet wegen Feindschaft zu Robespierre und im Herbst nach kurzem Schauprozess hingerichtet.
1838 bekam die britische Kronkolonie Pitcairn, eine Insel im Südpazifik, als erstes Territorium ein nachhaltiges Frauenwahlrecht.
Als erstes europäisches Land gab 1906 Finnland mit seiner Landtagsordnung vom 1. Juni Frauen das Wahlrecht. Finnland war damals ein russisches Großfürstentum. Die Ursachen dafür, dass die skandinavischen Länder das Wahlrecht für Frauen als Erste einführten, sind eng verknüpft mit den damaligen politischen Strömungen und Neuerungen. Finnland wurde zum Vorreiter des Frauenwahlrechts in Europa, nachdem der russische Zar, dem der finnische Landtag damals unterstand, eine Reform des Wahlrechts versprach. Die Frauenrechtsbewegung in Finnland und anderen skandinavischen Ländern war zu diesem Zeitpunkt brandaktuell. So kam es, dass die Forderungen der finnischen Frauen nach einem Stimmrecht im Zuge der Reform berücksichtigt wurden. Finnland war das erste Land, in dem Frauen nicht nur theoretisch das passive Wahlrecht hatten, sondern auch tatsächlich ins Parlament gewählt wurden.
1913 wurde das allgemeine Frauenwahlrecht in Norwegen durch eine neue Gesetzgebung und 1915 in Dänemark durch Änderung der dänischen Verfassung eingeführt. 1917 wurde in den Niederlanden das passive Wahlrecht eingeführt (das aktive folgte 1919).
Nach der Februarrevolution im Jahr 1917 erreichten die Frauen in Russland das aktive und passive Wahlrecht. Sie waren sowohl an den Wahlen zu den Sowjets als auch zu den Stadtdumas zugelassen. Nach der Oktoberrevolution 1917 wurde das Frauenwahlrecht in der Verfassung der RSFSR vom 10. Juli 1918 festgeschrieben.
Am 6. Februar 1918 folgte das Vereinigte Königreich mit dem Representation of the People Act 1918, auch wenn das Wahlrecht zunächst auf Frauen über 30 eingeschränkt blieb, falls sie selbst oder ihre Ehegatten das an Besitz gebundene kommunale Stimmrecht besaßen. Volle elektorale Gleichberechtigung wurde am 2. Juli 1928 gewährt.
Am 28. November 1918 wurde in Polen, das nach dem Ersten Weltkrieg seine Unabhängigkeit wiedererlangt hatte, per Staatsdekret das allgemeine Wahlrecht für Frauen eingeführt. Die ersten acht Frauen zogen 1919 in den neu gewählten Sejm. Bereits vor 1795 und den Teilungen Polens (1772, 1793 und 1795) hatten Steuern zahlende Frauen partielles Wahlrecht genossen.
In Österreich erhielten Frauen das allgemeine Wahlrecht am 12. November 1918 (Männer 1907) durch das Gesetz über die Staats- und Regierungsform von Deutschösterreich, mit dem dieses sich im Zuge des Zerfalls von Österreich-Ungarn zur Republik erklärte: Artikel 9 spricht für die bevorstehende Wahl der konstituierenden Nationalversammlung vom „allgemeinen, gleichen, direkten und geheimen Stimmrecht aller Staatsbürger ohne Unterschied des Geschlechts“ und Artikel 10 von „Wahlrecht und Wahlverfahren der Landes-, Kreis-, Bezirks- und Gemeindevertretungen“.

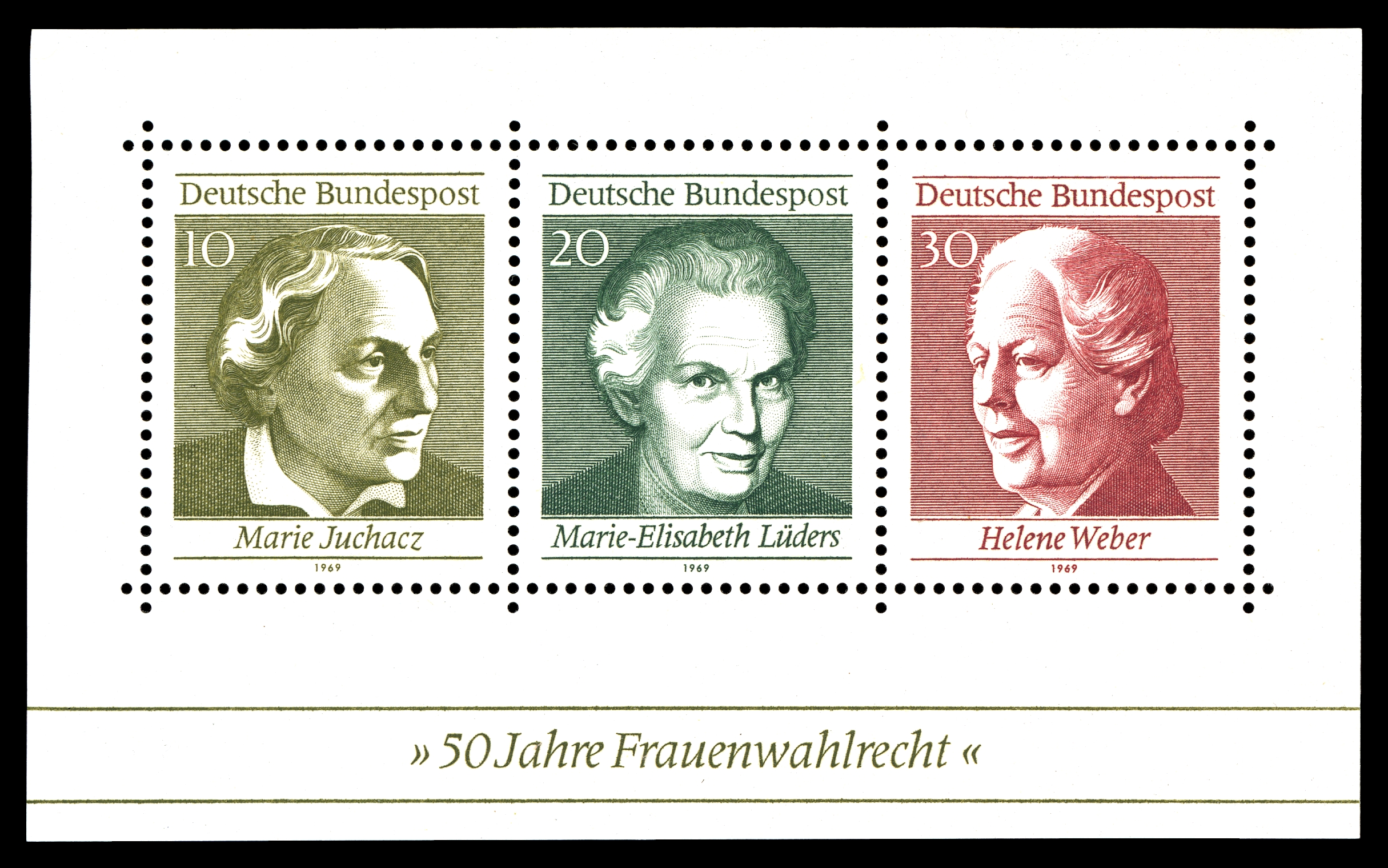
50 Jahre Frauenwahlrecht in Deutschland (Briefmarkenblock 1969):
Marie Juchacz, Marie-Elisabeth Lüders und Helene Weber

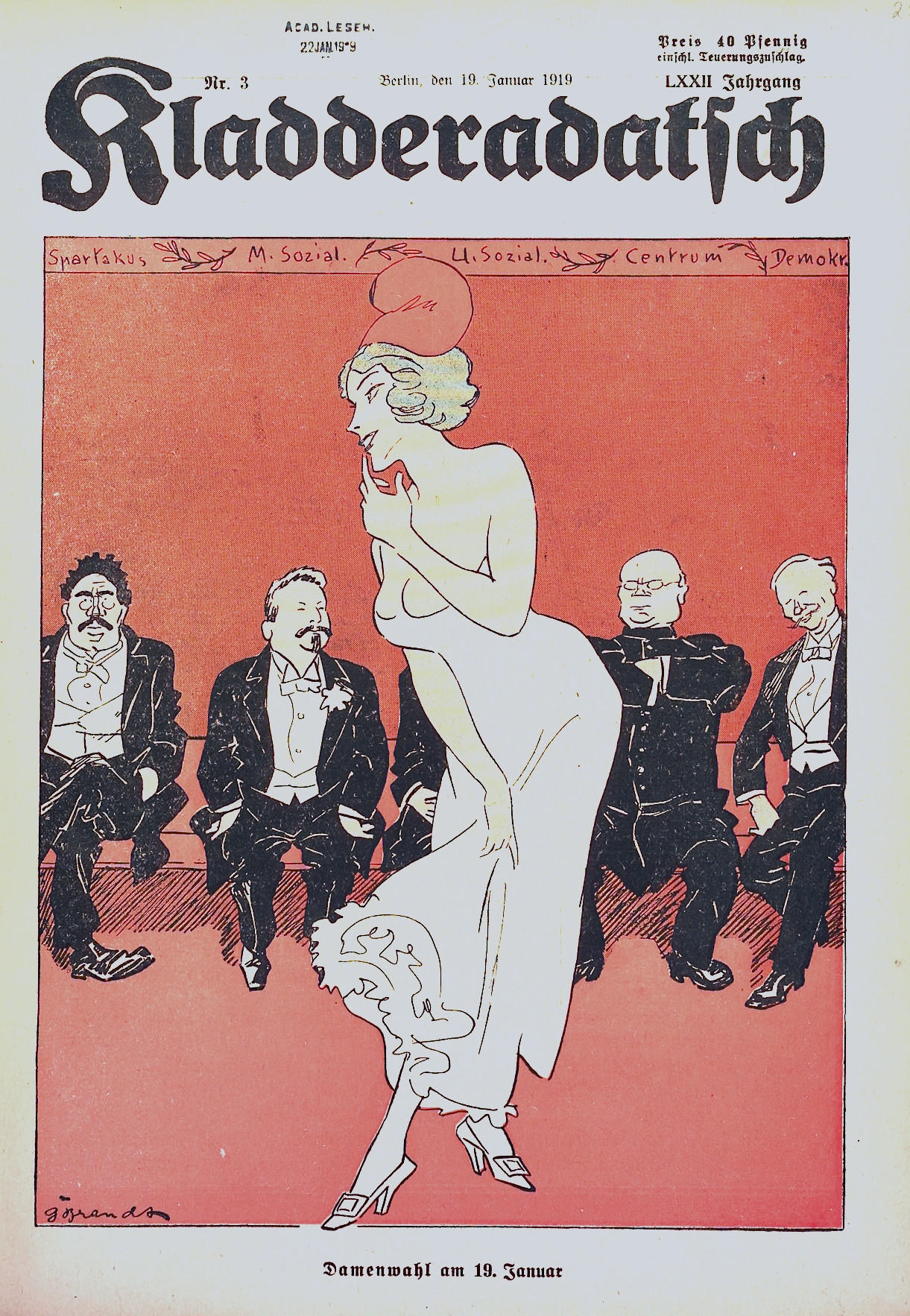
„Damenwahl am 19. Januar“
Karikatur von Gustav Brandt, Titelblatt der Zeitschrift Kladderadatsch vom 19. Januar 1919

Am selben Tag veröffentlichte in Deutschland der Rat der Volksbeauftragten einen Aufruf an das deutsche Volk, in dem diese im Zuge der Novemberrevolution an die Macht gekommene Reichsregierung „mit Gesetzeskraft“ verkündete: „Alle Wahlen zu öffentlichen Körperschaften sind fortan nach dem gleichen, geheimen, direkten, allgemeinen Wahlrecht auf Grund des proportionalen Wahlsystems für alle mindestens 20 Jahre alten männlichen und weiblichen Personen zu vollziehen.“ Kurz darauf wurde das Wahlrecht mit der Verordnung über die Wahlen zur verfassungsgebenden deutschen Nationalversammlung vom 30. November 1918 gesetzlich fixiert. Somit konnten Frauen in Deutschland bei der Wahl zur Deutschen Nationalversammlung am 19. Januar 1919 erstmals auf nationaler Ebene ihr Wahlrecht nutzen. Österreich und Deutschland zählten damit zur Avantgarde in Europa.
Zur Erinnerung an die damalige Entscheidung in Deutschland gab die Deutsche Post AG mit dem Erstausgabetag 2. Januar 2019 ein Sonderpostwertzeichen im Nennwert von 70 Eurocent mit der Inschrift 100 Jahre Frauenwahlrecht heraus. Der Entwurf stammt von dem Grafiker Frank Philippin aus Höchst im Odenwald.
Auch die Tschechoslowakei führte 1920 das Frauenwahlrecht ein, Schweden 1921. Im Dezember 1931 wurde in Spanien das Wahlrecht für Frauen in der Verfassung der Zweiten Spanischen Republik von 1931 anerkannt, und zum ersten Mal in den Parlamentswahlen vom November 1933 ausgeübt.
Am 11. Dezember 1934, zwei Monate vor einer Parlamentswahl in der Türkei, erhielten Frauen in der Türkei das aktive und passive Wahlrecht.

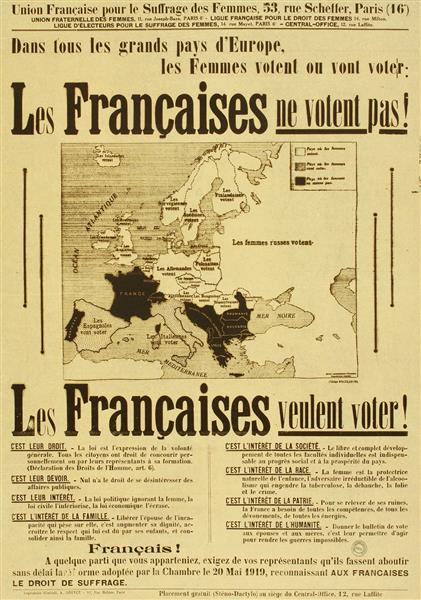
Französisches Plakat für das Frauenwahlrecht (1934)

Im Juli 1936 votierte die Abgeordnetenkammer Frankreichs einstimmig (475 zu 0) für ein Frauenwahlrecht; der Text wurde aber nicht auf die Tagesordnung der zweiten Kammer (Senat) gesetzt. Der Verfassungsentwurf vom 20. Januar 1944 enthielt das Frauenwahlrecht: Am 21. April 1944 sprach sich das Comité français de la Libération nationale für das Frauenwahlrecht aus. Nach dem Ende der deutschen Besetzung Frankreichs, am 5. Oktober 1944, stimmte die Provisorische Regierung der Französischen Republik dem zu. Bei den Gemeindewahlen am 29. April 1945 waren sie erstmals stimmberechtigt; die erste Wahl auf nationaler Ebene war die Wahl der Nationalversammlung am 21. Oktober 1945. 33 der 586 gewählten Abgeordneten (= 5,6 %) waren Frauen.
Am 18. Januar 1937 wurde in Bulgarien ein Gesetz beschlossen, das Frauen auf lokaler Ebene ein Wahlrecht gab. Frauen durften jedoch nur wählen, wenn sie legal verheiratet und Mütter waren. Während für Männer Wahlpflicht herrschte, war das Wählen für Frauen freiwillig. 1937 erhielten verheiratete, verwitwete und geschiedene Frauen das Recht, Abgeordnete in die Nationalversammlung zu wählen. Die Einführung des unbeschränkten Frauenwahlrechts erfolgte am 16. Oktober 1944.
1946 erhielten die Italienerinnen volles Wahlrecht (vorher hatten sie – seit 1925 – nur das Wahlrecht auf kommunaler Ebene), 1948 die Belgierinnen.
Am 7. Februar 1971 wurde nach einer erfolgreichen Volksabstimmung das Frauenstimmrecht in der Schweiz auch auf Bundesebene eingeführt. 1959 hatte die Mehrheit der wahlberechtigten Männer das Frauenwahlrecht noch abgelehnt. Auf kantonaler Ebene wurde es zuerst 1959 im Kanton Waadt eingeführt; als letzter Kanton schloss sich 1990 der Kanton Appenzell Innerrhoden an – allerdings nicht freiwillig, sondern aufgrund eines Entscheids des Bundesgerichts.
1984 kam Liechtenstein als vorletztes westeuropäisches Land dazu, nachdem zuvor in zwei Volksabstimmungen (1971 und 1973) die Einführung noch abgelehnt worden war.

## Erste Forderungen
In Europa wurden erste Stimmen nach politischer Partizipation von Frauen während der Französischen Revolution laut, als Olympe de Gouges 1791 die Erklärung der Rechte der Frau und Bürgerin veröffentlichte. Auch während der Revolutionen von 1831 und 1848 forderten Französinnen ihr Recht zu wählen. In Großbritannien wurde die erste Petition für das Frauenwahlrecht 1832 eingebracht. Hedwig Dohm forderte das Wahlrecht 1876 in ihrer Schrift „Der Frauen Natur und Recht. Zur Frauenfrage“. In allen Ländern blieben aber die Stimmen, die ein Frauenwahlrecht einforderten (wie etwa auch 1869 öffentlich von der Sächsin Louise Otto-Peters), die Ausnahme; sie stießen kaum auf Verständnis oder auch nur auf Resonanz. Im letzten Drittel des 19. Jahrhunderts wurden in einer Reihe von europäischen Staaten, zum Beispiel Schweden und Dänemark, die Stimmen für ein Frauenwahlrecht allmählich lauter. Anders als lange in der Forschung behauptet gingen dabei die deutschen Frauen keinen Sonderweg; sie engagierten sich weder besonders spät noch blieben sie gar besonders zurückhaltend. Die Sozialdemokraten forderten 1891 als erste Partei das Frauenwahlrecht. Auch die deutsche bürgerliche Frauenbewegung setzte sich wie in anderen Ländern Ende des 19. Jahrhunderts für das Wahlrecht ein, so etwa Helene Lange seit den frühen 1890er Jahren und 1896 dann in ihrer programmatischen Schrift „Frauenwahlrecht“. 1904 wurde nicht zufällig in Berlin die International Woman Suffrage Alliance gegründet.
In einigen mediterranen Ländern kamen die ersten Forderungen nach 1900, teilweise erst nach dem Ersten Weltkrieg auf. In Großbritannien setzte sich die Suffragettenbewegung im frühen 20. Jahrhundert für das Frauenwahlrecht und für allgemeine Frauenrechte ein. Eine Minderheit der britischen Suffragetten um Emmeline Pankhurst bediente sich der Gewalt und war damit weltweit eine Ausnahme unter den Kämpferinnen für das Frauenwahlrecht.
Auslöser für die Entstehung einer Frauenwahlrechtsbewegung waren:
1. Wahlrechtsreformen, die ausschließlich Männern zugutekamen und Frauen ignorierten,
2. Wahlgesetze, die einer Minderheit von privilegierten Frauen das Wahlrecht entzogen, das sie wie in Großbritannien und Österreich traditionell besaßen, und
3. das Erstarken von Frauenbewegungen, die nicht nur bürgerliche, sondern auch politische Rechte erstrebten.

In den osteuropäischen Ländern, die von Russland, Österreich und Preußen beherrscht waren, konnte sich keine eigenständige Frauenbewegung entwickeln. Hier gab es nur wenige Stimmen nach Frauenrechten; der Kampf um nationale Unabhängigkeit hatte Priorität.

## Strategien und Kampfmethoden

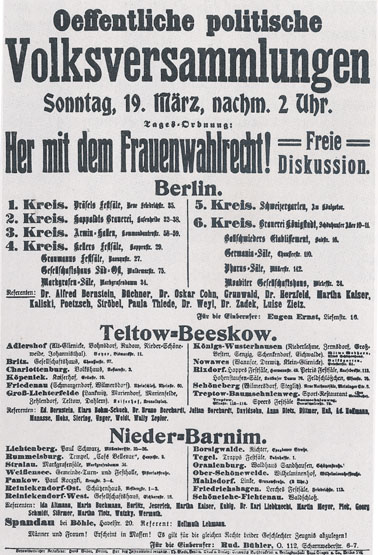
Veranstaltungshinweis zur Forderung nach dem Frauenwahlrecht (ca. 1908)

In allen Ländern erhoben Frauen ihre Forderungen zuerst in Zeitungen und eigenen Mitteilungsblättern. Später griffen sie auf klassische Elemente des Lobbyismus und der Öffentlichkeitsarbeit zurück wie Petitionen und Gesetzesinitiativen. Frauenrechtlerinnen in protestantischen Ländern engagierten sich sehr im Sammeln von Unterschriftslisten. So konnte 1907 die Frauenwahlrechtsvereinigung in Island 11.000 Unterschriften von Frauen vorweisen, was etwa der Zahl der wahlberechtigten Männer entsprach. Nur in wenigen Ländern kamen wie in Großbritannien und den Niederlanden zu Beginn des 20. Jahrhunderts Straßenproteste, Demonstrationen und Mahnwachen zum Protestrepertoire hinzu.
Aufklärungsarbeit in Form von fiktiven Geschichten und Theaterstücken waren in Schweden verbreitet; die Schweiz benutzte in den 1920er Jahren moderne Werbeträger wie Film und Leuchtreklame. Weiter war es beliebt, Alltagsgegenstände wie Fingerhut, Bleistift, Geschirr oder Taschenspiegel mit der Forderung nach dem Frauenwahlrecht zu versehen. Am fantasiereichsten waren die englischen Suffragetten, die eigene Läden eröffneten und eine „Corporate Identity“ mit den Farben grün, weiß und violett entwickelten (green, white, violet für "give women vote" = deutsch Gebt Frauen Stimmrecht).
Französische Aktivistinnen unternahmen einzelne Aktionen zivilen Ungehorsams wie Steuerboykott und Verbrennen des Code civil, sie konnten damit aber keine Anhängerschaft finden. Nur in Großbritannien kam es zu einer Massenbewegung. Während die große Mehrheit gemäßigt eingestellt war, wurde eine kleine Minderheit nach 40–50 Jahren erfolglosen Protesten radikal: Sie griffen Abgeordnete an, warfen Fensterscheiben ein und legten Brände. Auf ihre Verhaftung reagierte ein Teil mit Hungerstreik.
Insgesamt war es für die Wahlrechtsbewegungen wichtig, ihr Anliegen in einem kulturell akzeptierten Rahmen zu formulieren. Wenn das vorherrschende Geschlechterbild aber kein öffentliches Auftreten für Frauen vorsah, mussten wie in Südeuropa erst neue Identitäten geschaffen werden, damit die Forderung nach politischer Partizipation legitim wurde.

## Internationale Vernetzung
1904 gründete sich in Berlin der Weltbund für Frauenstimmrecht (englisch International Woman Suffrage Alliance später International Alliance of Women). Eines seiner Ziele war es, die stimmrechtliche Distanz zwischen den Geschlechtern zu verringern. Wie weltweit üblich waren sich die Frauenrechtlerinnen in der Frage uneins, ob sie lediglich ein Wahlrecht fordern sollten, wie es die Männer innehatten (was unter Umständen ein Zensuswahlrecht sein konnte, eine Position, die prominente Personen der Bewegung wie John Stuart Mill vertraten), oder ob sie überall die Ausweitung auf ein gleiches und allgemeines Wahlrecht für Männer und Frauen fordern sollten. Der Weltbund war ein wichtiger Motor, der mit seinen regelmäßigen Kongressen für eine weltweite Vernetzung sorgte und einzelne Frauen sowie Gruppen aus vielen Ländern motivierte, sich für ihre Rechte einzusetzen. Er nahm aber nur die jeweilige Dachorganisation eines Staates auf. Daher waren Frauen aus Ländern, die damals nicht als eigene Staaten existierten, wie Polen, Tschechien oder die baltischen Staaten nicht im Weltbund vertreten und fanden kein Gehör für ihre Forderung nach nationaler Unabhängigkeit, die oft verbunden war mit politischen Rechten für Frauen und Männer.
Die sozialistischen Frauen waren in der „Fraueninternationale“ vereinigt. Der erste sozialistische Frauenkongress wurde 1907 in Stuttgart unter Leitung von Clara Zetkin veranstaltet. Die Genossinnen forderten das Frauenwahlrecht mit derselben Dringlichkeit wie das allgemeine Männerwahlrecht für die sozialen Unterschichten, in jenen Ländern, in denen es anders als auf Reichsebene noch nicht durchgesetzt war. Beim zweiten Treffen 1910 in Kopenhagen beschlossen sie die Einführung des Internationalen Frauentags als „Kampftag“ für das Frauenwahlrecht. Sie organisierten in vielen Ländern die ersten Demonstrationen für das Frauenwahlrecht.

## Abschaffung von Klassen- oder Geschlechterschranken
Der Weg zum allgemeinen Frauenwahlrecht verlief parallel mit der heftig umkämpften Abschaffung des Zensuswahlrechts für Männer. Nur in wenigen Staaten wurde das allgemeine Wahlrecht für beide Geschlechter zum selben Zeitpunkt eingeführt wie 1906 im damaligen zu Russland gehörenden Großherzogtum Finnland. Je eher die Männer das uneingeschränkte Wahlrecht bekamen, desto länger mussten die Frauen darum ringen. Frankreich und die Schweiz wurden zu Nachzüglerstaaten, weil sie die ältesten Männerdemokratien Europas waren; ähnlich sah es in Griechenland und Bulgarien aus.

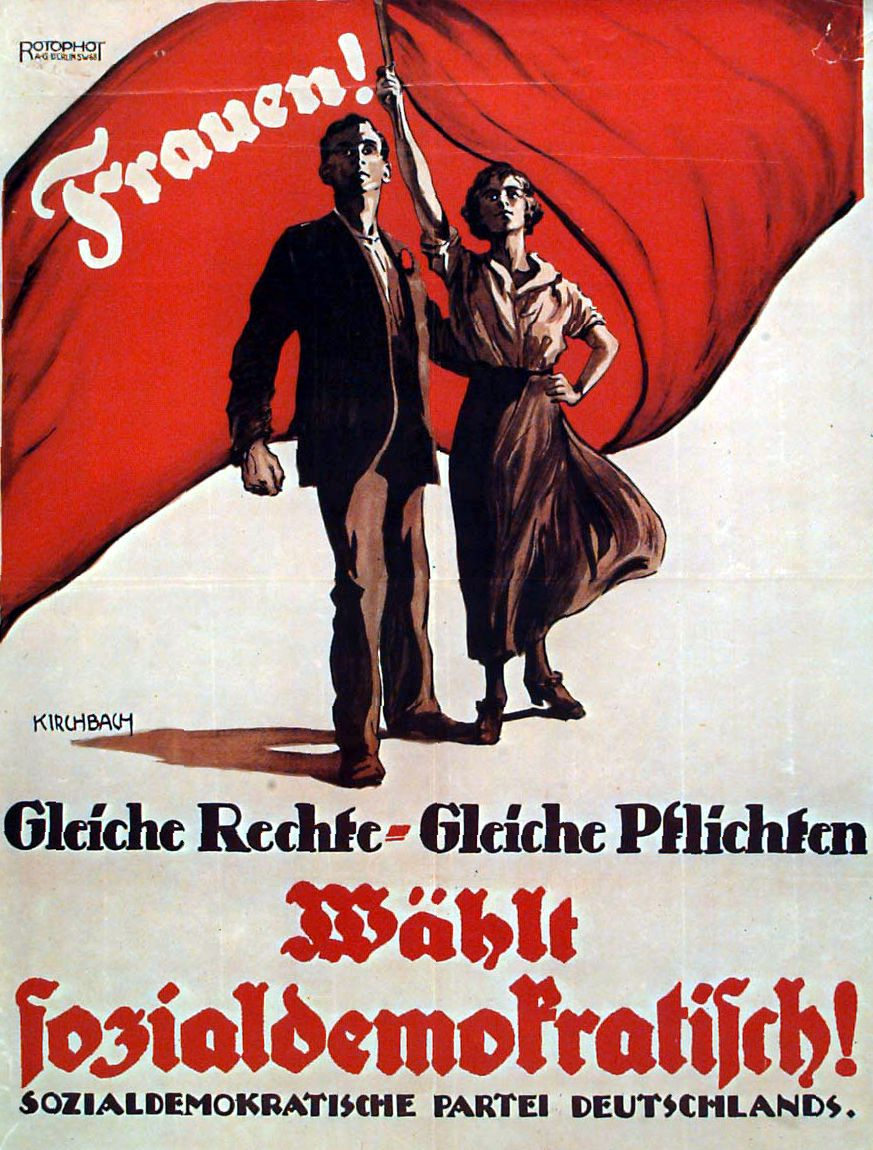
SPD-Wahlplakat 1919

Die sozialdemokratischen Parteien waren die ersten, die die Forderung nach einem Frauenwahlrecht in ihr Programm aufnahmen. So forderte die SPD in ihrem Erfurter Programm von 1891 „Allgemeines, gleiches, direktes Wahl- und Stimmrecht […] ohne Unterschied des Geschlechts für alle Wahlen und Abstimmungen.“ Eine fast gleich lautende Forderung nahm die russische SDAPR auf ihrem zweiten Parteitag von 1903 an.
Viele Arbeiter befürchteten jedoch, dass das Frauenwahlrecht ein Hindernis sei, um das volle Arbeiterwahlrecht durchzusetzen und sahen Gegensätze zwischen der Emanzipation der Arbeiterklasse und der Frauen.
In vielen Staaten sympathisierten die Liberalen mit dem Frauenwahlrecht. Entscheidend aber ist, dass liberale Politiker oft an einem Zensus festhielten und politische Partizipation vom sozialen Stand oder von der Bildung abhängig machten. Entsprechend verlangte die Mehrheit der bürgerlichen Frauen für ihr Geschlecht ebenfalls ein eingeschränktes Wahlrecht. Es ging ihnen in erster Linie um die Aufhebung der Geschlechterbarrieren, wobei ein Teil der Frauenrechtlerinnen dies nur als ersten Schritt ansah, dem das allgemeine Wahlrecht folgen würde.
Jede Seite des politischen Spektrums befürchtete für sich negative Konsequenzen. Sozialisten und Liberale glaubten vielfach, dass vom Stimmrecht der Frauen vor allem die Konservativen und Klerikalen profitieren würden, dagegen beschworen konservative Parteien die Gefahr, dass Frauen mit ihrer Stimme linke und liberale Parteien stärken würden. Zudem sahen sie im Frauenwahlrecht den ersten Schritt zur vollständigen Emanzipation. Dies war auch ein Grund, weshalb sich die Aufhebung der Klassenbarriere eher durchsetzte.

## Europäische Entwicklungen
Im mittleren Europa haben fast alle Länder nach dem Ersten Weltkrieg das Frauenwahlrecht eingeführt. In den meisten dieser Staaten vollzog sich um 1918 ein vollständiger Umbruch, der entweder im Zuge einer Revolution oder einer neuen Staatsgründung die Einführung des allgemeinen Wahlrechts für beide Geschlechter umfasste.
Die meisten südlichen und südöstlichen Länder erlangten nach dem Zweiten Weltkrieg bzw. in der Nachkriegszeit das Frauenstimmrecht, wobei auch Belgien und Frankreich in diese Zeitschiene fallen. In den romanischen Ländern, in denen der Code civil bzw. ein patriarchales, nicht entkonfessionalisiertes Rechtssystem galt, war die Unmündigkeit der Frauen stärker in der Gesellschaft verankert. Feudal-agrarische Strukturen und der dominante Einfluss der Katholischen Kirche prägten noch in der ersten Hälfte des 20. Jahrhunderts die Geschlechterordnung. In vielen südeuropäischen Ländern wurde der Wert der Frauenaktivitäten erst im Widerstand gegen die deutsche Besatzung im Zweiten Weltkrieg anerkannt, worauf sie als „Belohnung“ bzw. Gegenleistung das Wahlrecht bekamen. In Frankreich und Belgien hegten auch liberale und säkulare Politiker Vorbehalte gegen das Frauenwahlrecht – da Frauen religiöser waren als Männer, befürchtete man, sie würden für katholische Kandidaten stimmen – und verzögerten so seine Einführung.
In der Schweiz und in Liechtenstein hing die Einführung des Frauenwahlrechts von einer männlichen Volksabstimmung ab, was den Kampf der Frauen sehr erschwerte. Denn gegen einen Beschluss der Regierung ließ sich leichter protestieren als gegen ein „Volksnein“.
Portugal und Spanien waren durch eine lange Diktatur eines autoritären Regimes geprägt, das in Portugal ein allgemeines Frauenstimmrecht verhinderte und in Spanien die früheren frauenpolitischen Errungenschaften rückgängig machte. So dauerte es in beiden Ländern bis zum Ende der Diktatur Mitte der 1970er Jahre, bis die Frauen in den Besitz ihrer Bürgerrechte kamen. Auch in anderen Staaten verhinderten autoritäre bzw. faschistische Regime wie in Italien (bis 1946) und Bulgarien die Durchsetzung des allgemeinen Frauenwahlrechts.

## Antifeminismus
Britische Reformer verhinderten zum Reform Act 1867 ein Frauenwahlrecht vor allem deshalb, weil es politische Differenzen innerhalb von Familien zwischen den Ehepartnern verursachen könnte. Aus diesem Grund wurde in Skandinavien und Großbritannien zunächst nur für ledige und verwitwete Frauen das kommunale Wahlrecht eingeführt – mit der offiziellen Begründung, dass verheiratete Frauen schon durch ihre Ehemänner vertreten seien. Die Widersacher des Frauenwahlrechts in Großbritannien organisierten sich in der Women’s National Anti-Suffrage League (für Frauen) und in der Men’s League for Opposing Woman Suffrage (für Männer), die sich 1910 als National League for Opposing Woman Suffrage zusammenschlossen.
Frauen hatten gegen geschlechtsspezifische Barrieren zu kämpfen, von denen Männer nicht betroffen waren. In einigen katholischen Staaten wie Belgien, Italien und im orthodoxen Bulgarien wurde verheirateten Müttern das kommunale Wahlrecht zuerst zugestanden, weil sie als „wertvoller“ galten als kinderlose Frauen. Man kam dagegen nie auf die Idee, bei Männern die Wahlberechtigung von der Zeugung ehelicher Kinder abhängig zu machen. Diese hatten die Wehrpflicht als Voraussetzung der gleichen Rechte.
Um die angeblich unvorhersehbaren Folgen eines Frauenstimmrechts zu minimieren, diskutierten die Parlamentarier alle möglichen Formen eines spezifisch weiblichen Zensus. In einigen Staaten wie in Griechenland wurde für Frauen ein gewisser Bildungszensus eingeführt; im Gegensatz zu männlichen Wählern mussten sie Schulbildung nachweisen. In England, Ungarn und Island unterlagen Frauen zeitweise einem Alterszensus, dem zufolge sie erst mit 30 bzw. 40 Jahren ihr Wahlrecht ausüben konnten. Eine weitere Form war der Moralzensus, der Prostituierten in Österreich, Spanien und Italien zunächst das Wahlrecht vorenthielt.

## Chronologie der Einführung des Frauenwahlrechts in europäischen Ländern
Die Jahreszahlen geben das Jahr der Einführung des uneingeschränkten allgemeinen Frauenwahlrechts an. In einzelnen Ländern gab es zuvor schon ein eingeschränktes Wahlrecht für Frauen (z. B. nur ab einem gewissen Alter, nur für Kommunalwahlen etc.).
- 1906  Finnland
- 1913  Norwegen
- 1915  Dänemark
- 1915  Island
- 1917  Russland
- 1917  Estland
- 1918  Lettland
- 1918  Deutsches Reich
- 1918  Österreich
- 1918  Polen
- 1919  Luxemburg[24]
- 1919  Niederlande
- 1920  Tschechoslowakei
- 1921  Schweden
- 1928  Vereinigtes Königreich
- 1931  Spanien
- 1934  Türkei
- 1944  Frankreich
- 1945  Ungarn
- 1945  Slowenien
- 1945  Bulgarien
- 1946  Italien
- 1948  Belgien
- 1952  Griechenland
- 1960  San Marino
- 1962  Monaco
- 1971  Schweiz
- 1984  Liechtenstein